# Trixodes obesus
Trixodes obesus är en tvåvingeart som beskrevs av Daniel William Coquillett 1902. Trixodes obesus ingår i släktet Trixodes och familjen parasitflugor. Inga underarter finns listade i Catalogue of Life.